# 木嶋恭一
木嶋 恭一（きじま きょういち、1951年 - ）は、日本のシステム科学者。東京工業大学名誉教授。元国際システム科学学会会長。元経営情報学会会長。

## 人物・経歴
神奈川県生まれ。1973年電気通信大学電気通信学部卒業、東京工業大学大学院理工学研究科経営工学専攻修士課程入学。1974年から75年まで文部省国費研究留学生（メルボルン大学機械工学専攻）。1976年東京工業大学大学院理工学研究科経営工学専攻修士課程修了。1980年東京工業大学大学院理工学研究科経営工学専攻博士課程修了、工学博士。
同年東京工業大学理工学部経営工学科助手。1985年から86年までランカスター大学システム学科客員名誉フェローとしてピーター・チェックランドの下で在外研究。1988年東京工業大学理工学部経営工学科助教授。1996年東京工業大学大学院社会理工学研究科価値システム専攻教授。
1997年リンカーン大学客員教授。2000年から05年まで東京大学大学院総合文化研究科システム科学専攻教授併任。2005年日本オペレーションズリサーチ学会フェロー。2006年ハル大学ビジネス・スクール客員教授。同年バンドン工科大学ビジネススクール客員教授。
2007年国際システム科学学会会長。2010年国際システム研究連盟副会長、国際知識・システム科学学会副会長、国際システムおよびサイバネティックサイエンスアカデミー創立メンバー。2015年経営情報学会会長。2016年東京工業大学名誉教授、大東文化大学経営学部経営学科特任教授。